# Entiminae
Entiminae là một phân họ lớn bao gồm các loài bọ cánh cứng trong họ Curculionidae, bao gồm các loài bọ có vòi mũi ngắn trong các chi Otiorhynchus, Phyllobius và Sitona. Một số loài là loài gây hại.

## Các tông
Một số tông và loài nổi tiếng được liệt kê:.
| - Agraphini - Alophini - Anomophthalmini - Anypotactini - Blosyrini - Brachyderini - Celeuthetini - Cneorhinini - Cratopini - Cylydrorhinini - Cyphicerini - Dermatodini - Ectemnorhinini - Christensenia - Elytrurini - Embrithini - Entimini - Episomini - Eudiagogini - Eupholini - Eupholus - Gymnopholus - Eustylini - Diaprepes – diaprepes root weevils - Diaprepes abbreviatus | - Geonemini - Trigonoscuta - Holcorbinini - Hormorini - Laparocerini - Leptostethini - Lordopini - Mesostylini - Myorhinini - Nastini - Naupactini - Naupactus - Nothognathini - Omiini - Oosomini - Ophryastini - Ophtalmorrhynchini - Otiorhynchini - Otiorhynchus - Ottistirini - Pachyrhynchini - Peritelini - Phyllobiini - Phyllobius | - Polycatini - Polydrusini - Polydrusus - Premnotrypini - Pristorhynchini - Prypnini - Psallidiini - Rhyncogonini - Rhyncogonus - Sciaphilini - Brachysomus - Sitonini - Sitona - Tanymecini - Hadromeropsis - Tanyrhynchini - Thecesternini - Trachyphloeini - Tropiphorini - Typhlorhinini |

## Hình ảnh

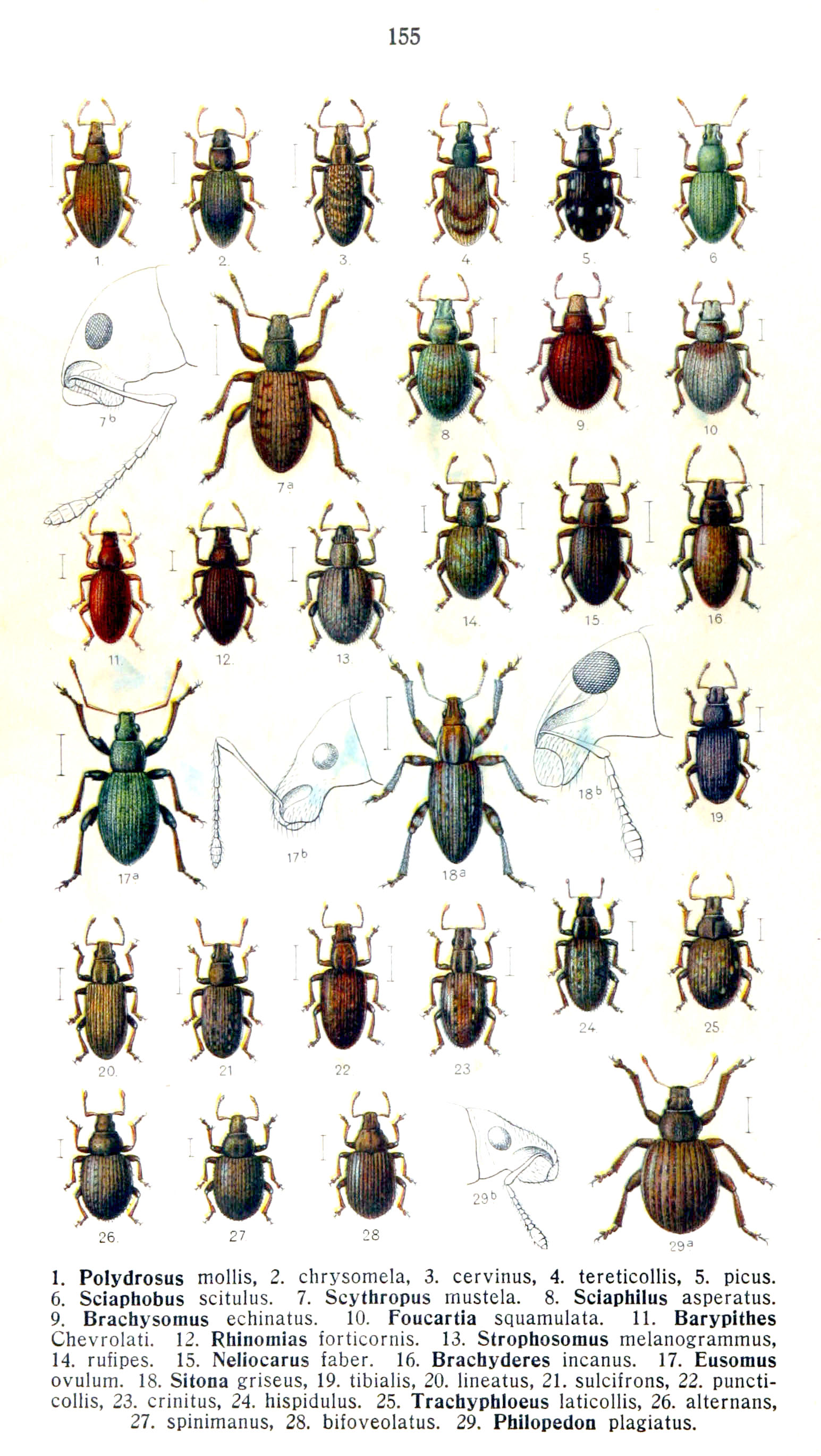
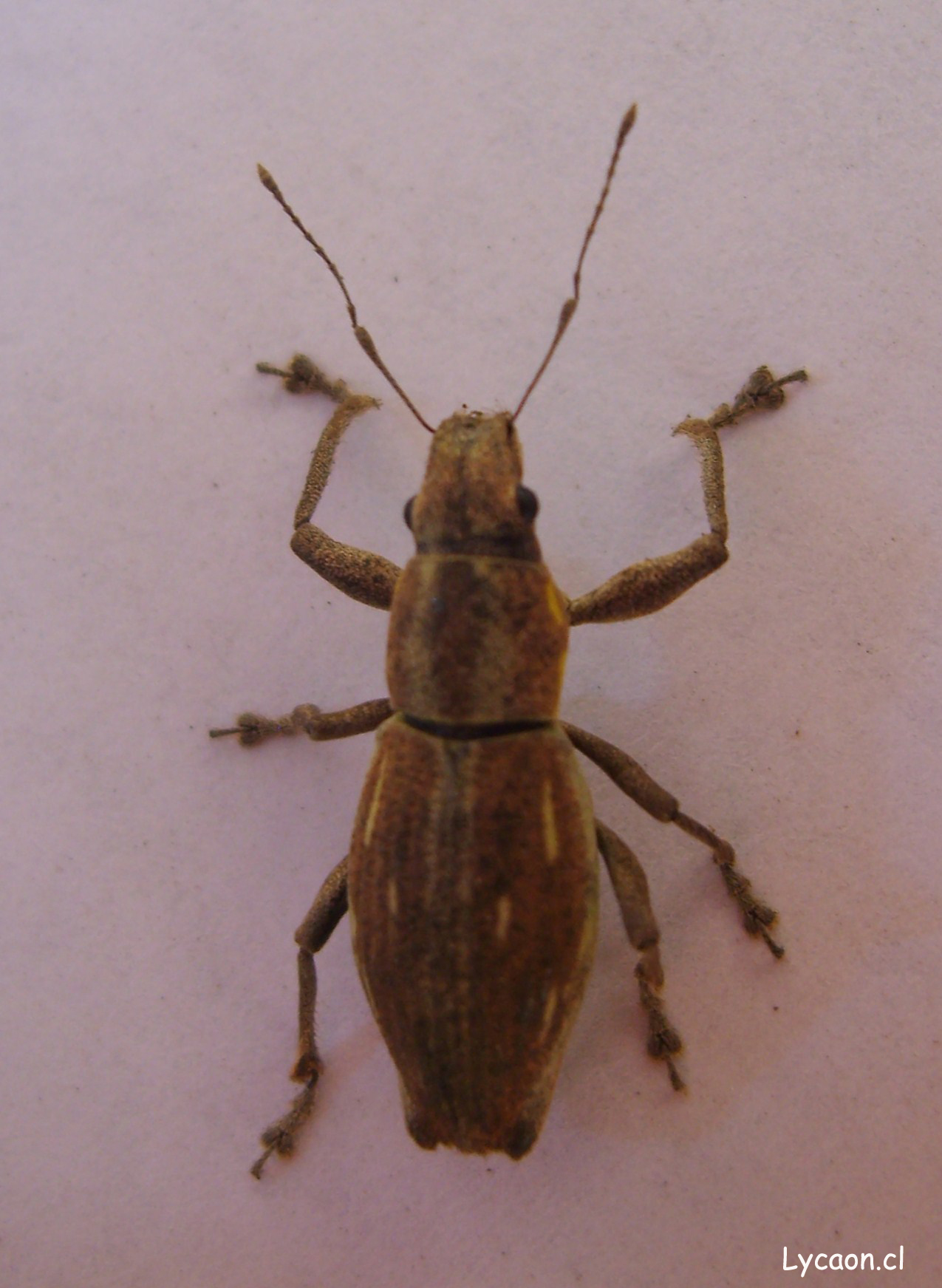
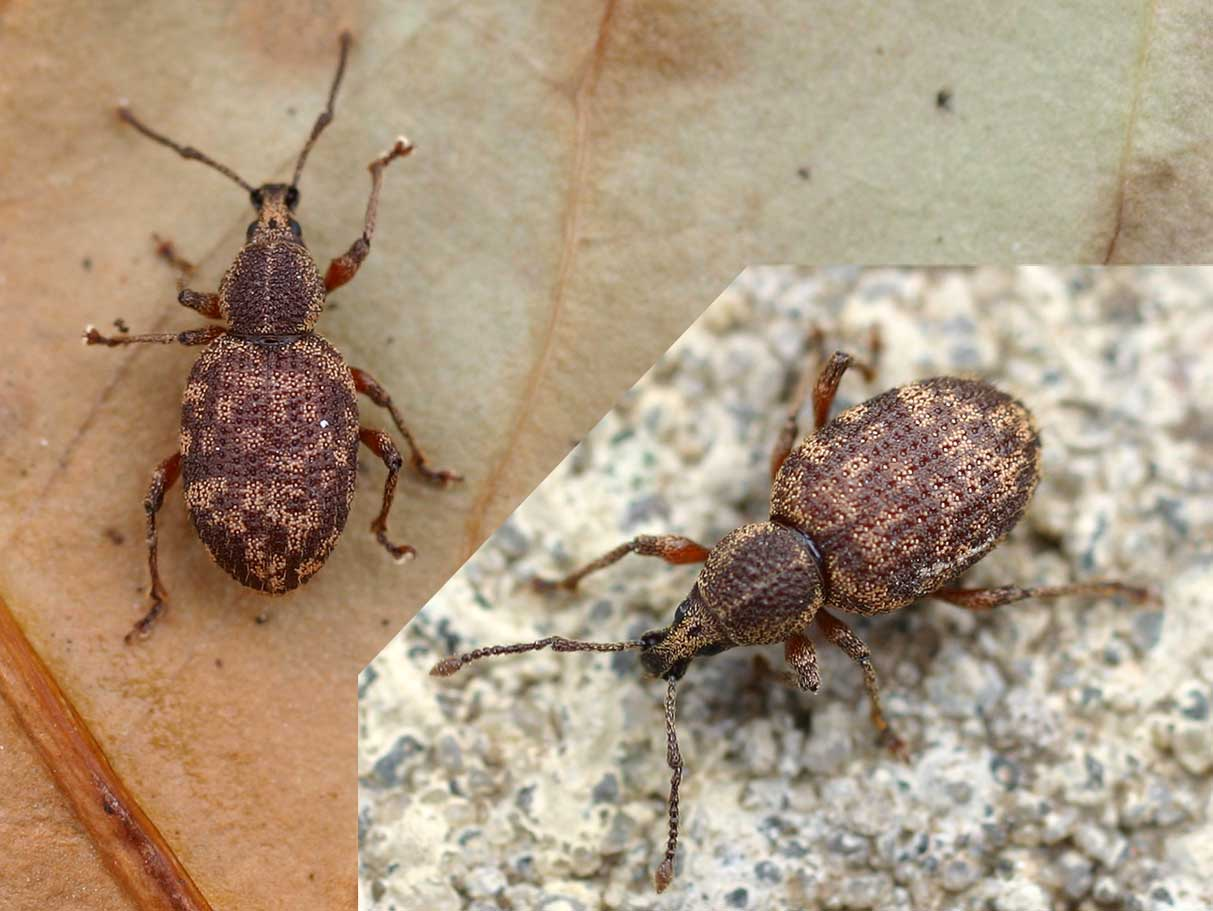
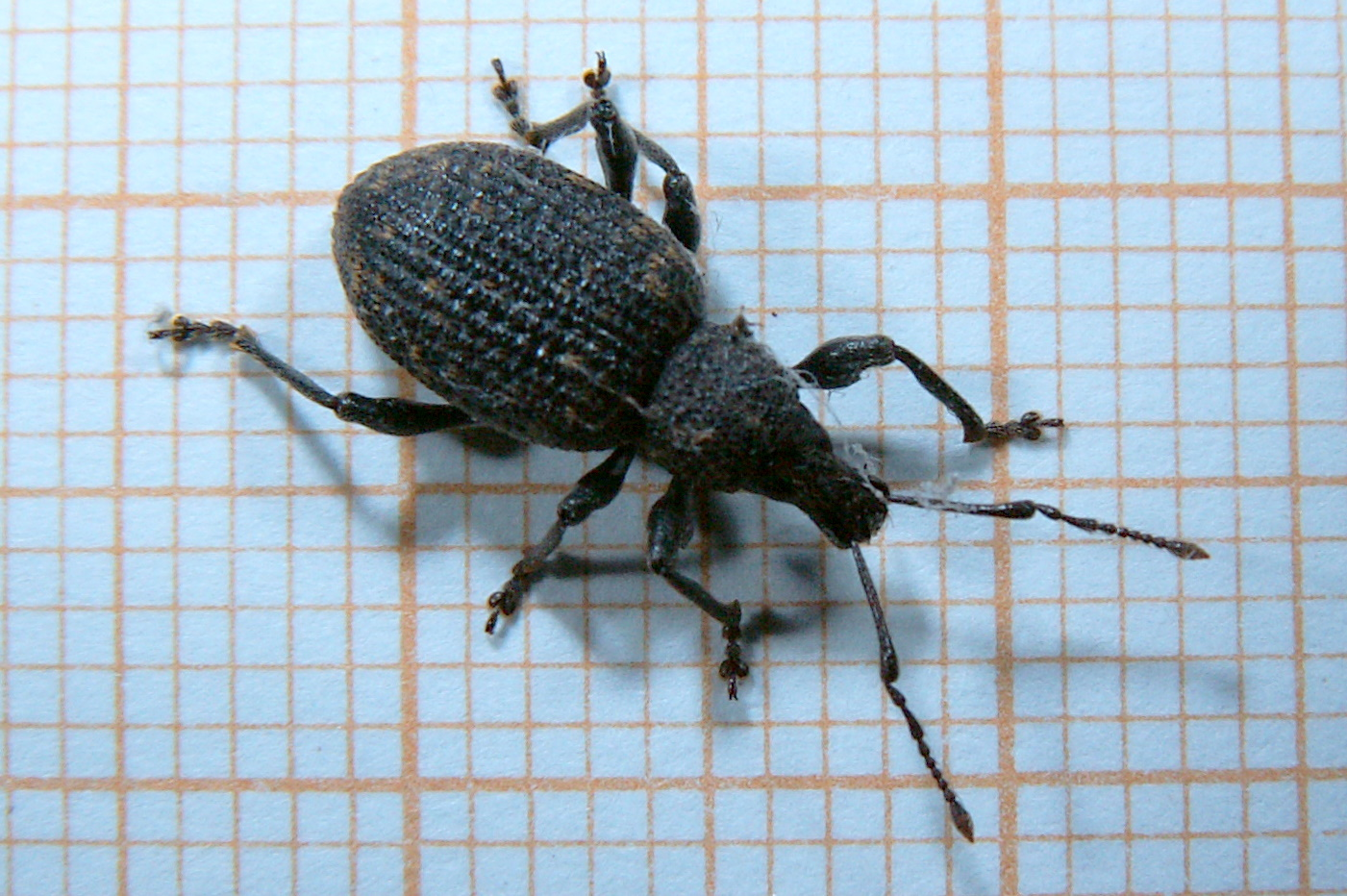
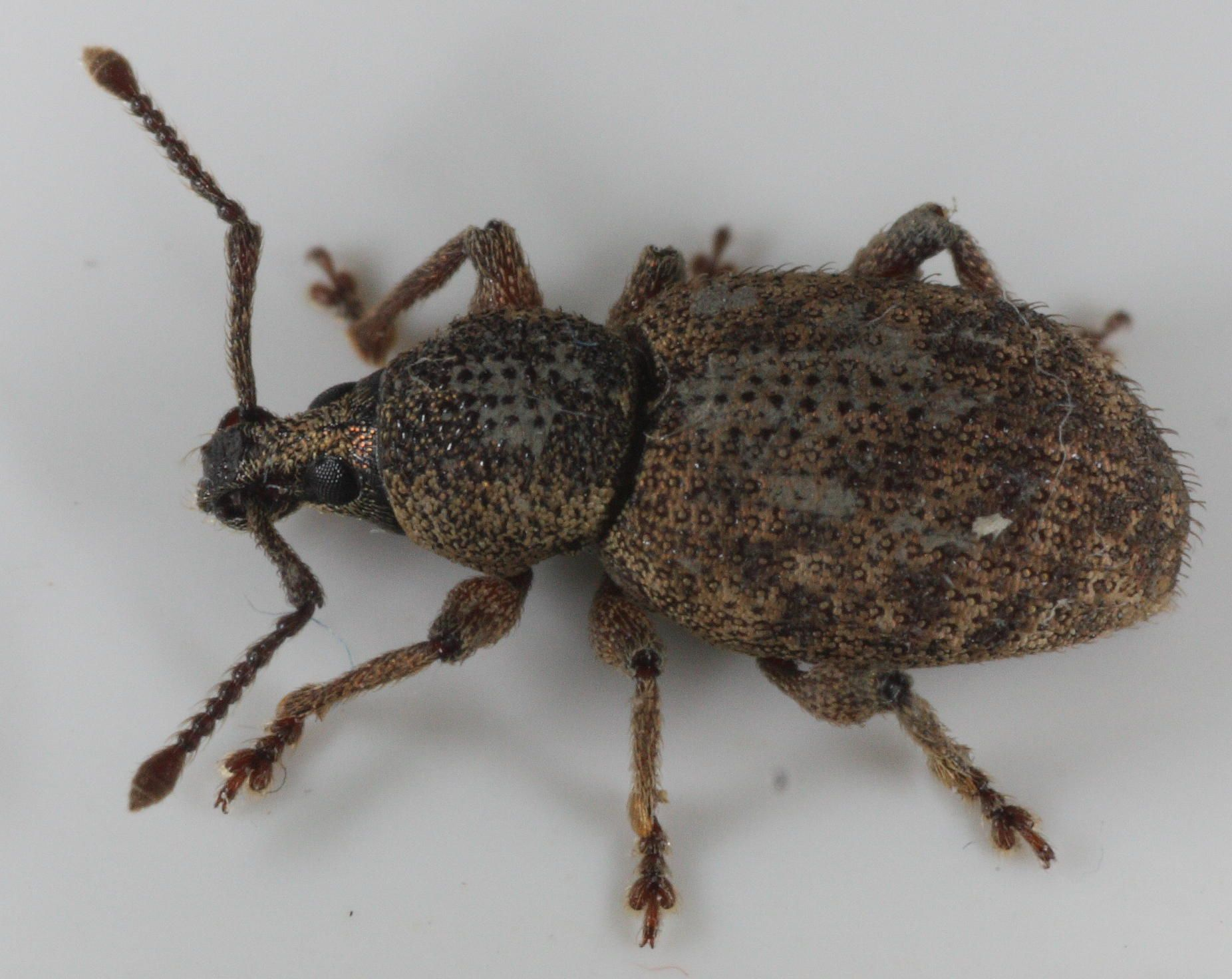
Otiorhynchus scaber